# Météorite de Peekskill

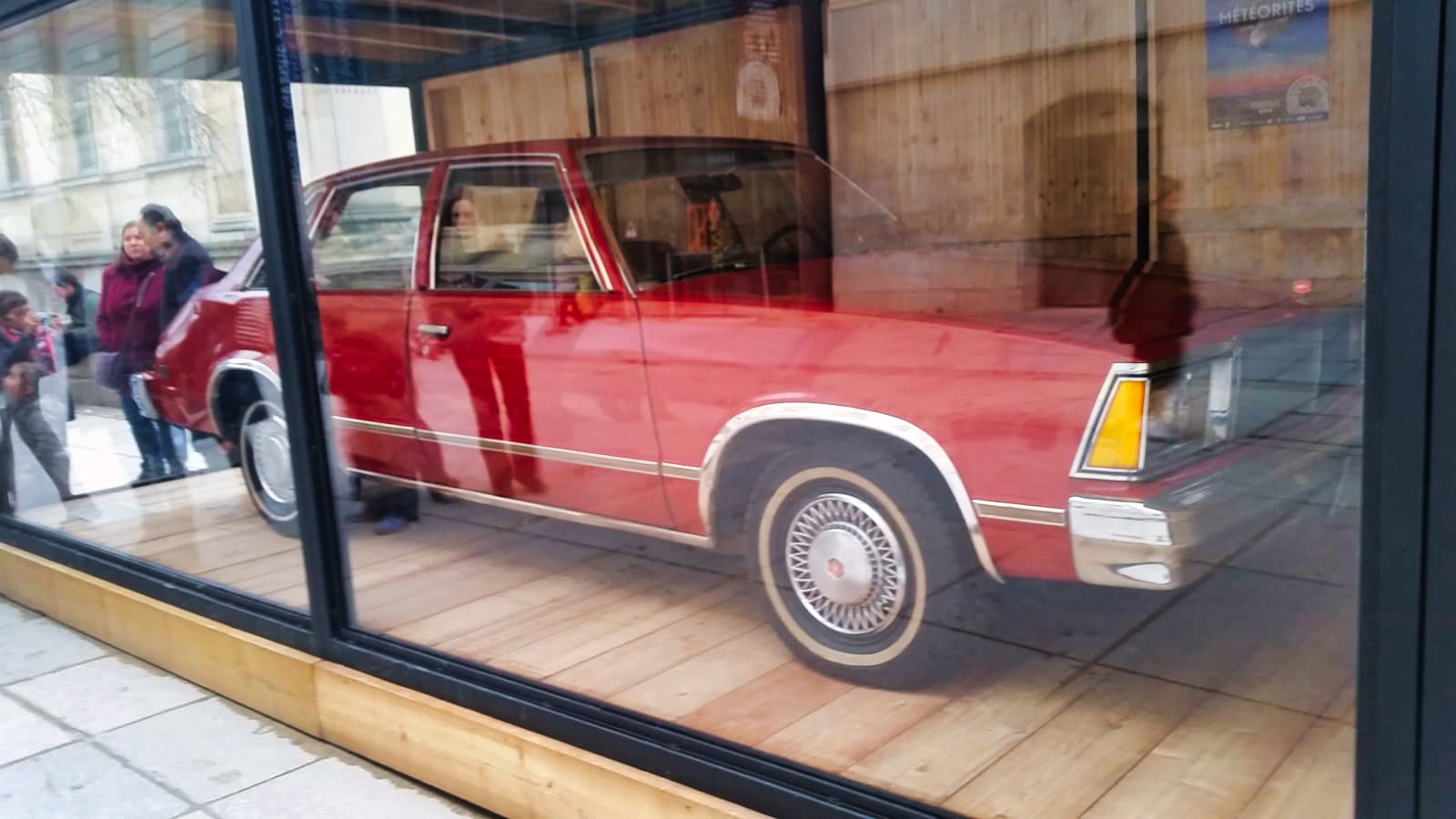
Voiture de Michelle Knapp heurtée par une météorite en 1992 à Peekskill, vue au Museum d'Histoire Naturelle de Paris.

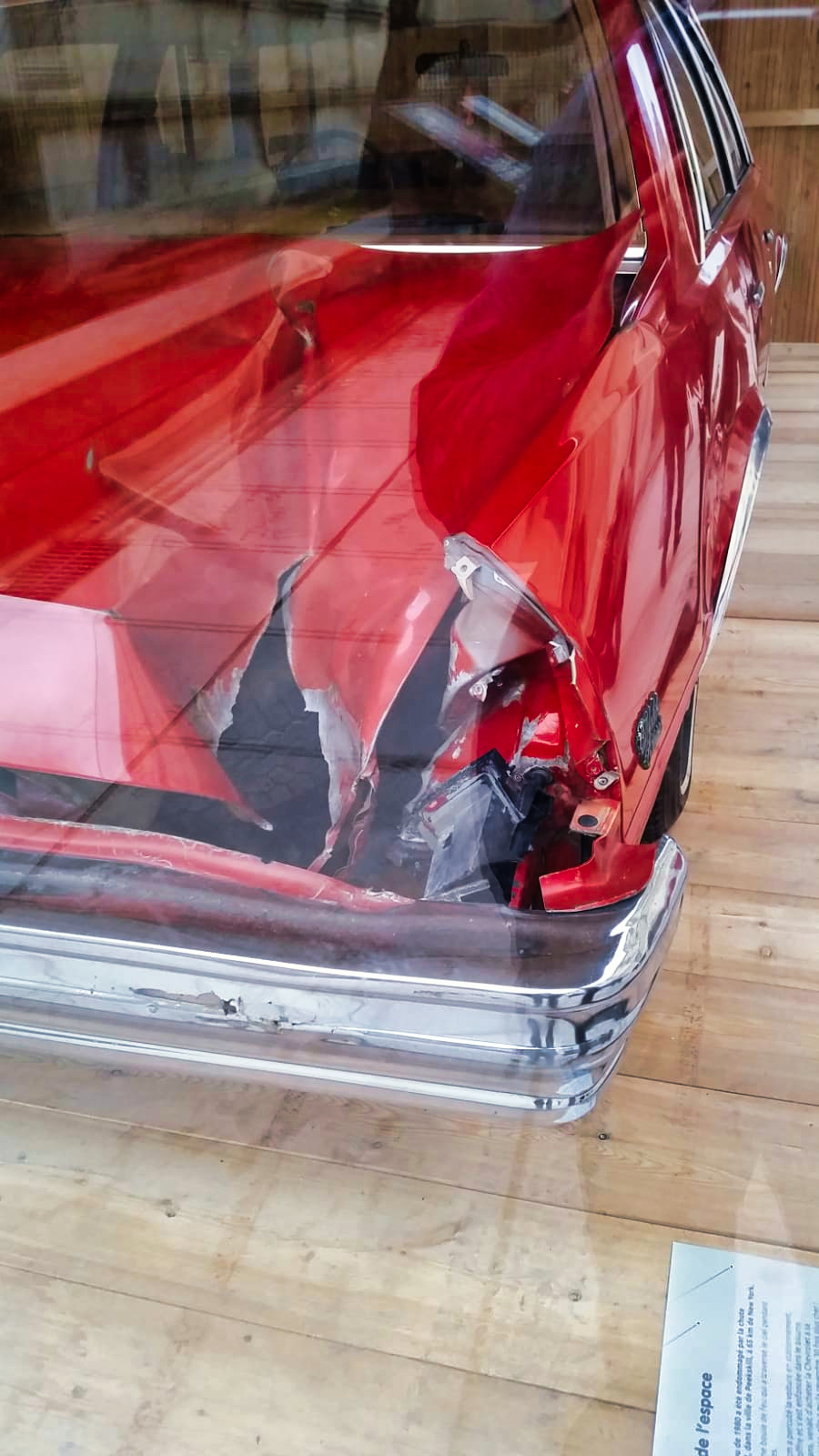
Voiture de Michelle Knapp heurtée par une météorite en 1992 à Peekskill, vue au Museum d'Histoire Naturelle de Paris.

La météorite de Peekskill est une météorite chondritique, tombée le 9 octobre 1992 dans la banlieue de Peekskill (État de New York) et qui fait partie des plus célèbres chutes météoriques observées.

## Historique
Avant le superbolide de Tcheliabinsk qui s'est abattu sur l'Oural le 15 février 2013, le dégât le plus remarquable est causé par une météorite qui tombe le 9 octobre 1992 et dont un fragment de 12,4 kg frappe le phare arrière droit d'une Chevrolet Malibu rouge garée dans la banlieue de Peekskill (État de New York). La voiture appartient à Michelle Knapp, une jeune femme qui est en terminale de lycée et regarde la télévision au moment où elle entend un bruit violent à l'extérieur et croit à un accident de voiture.

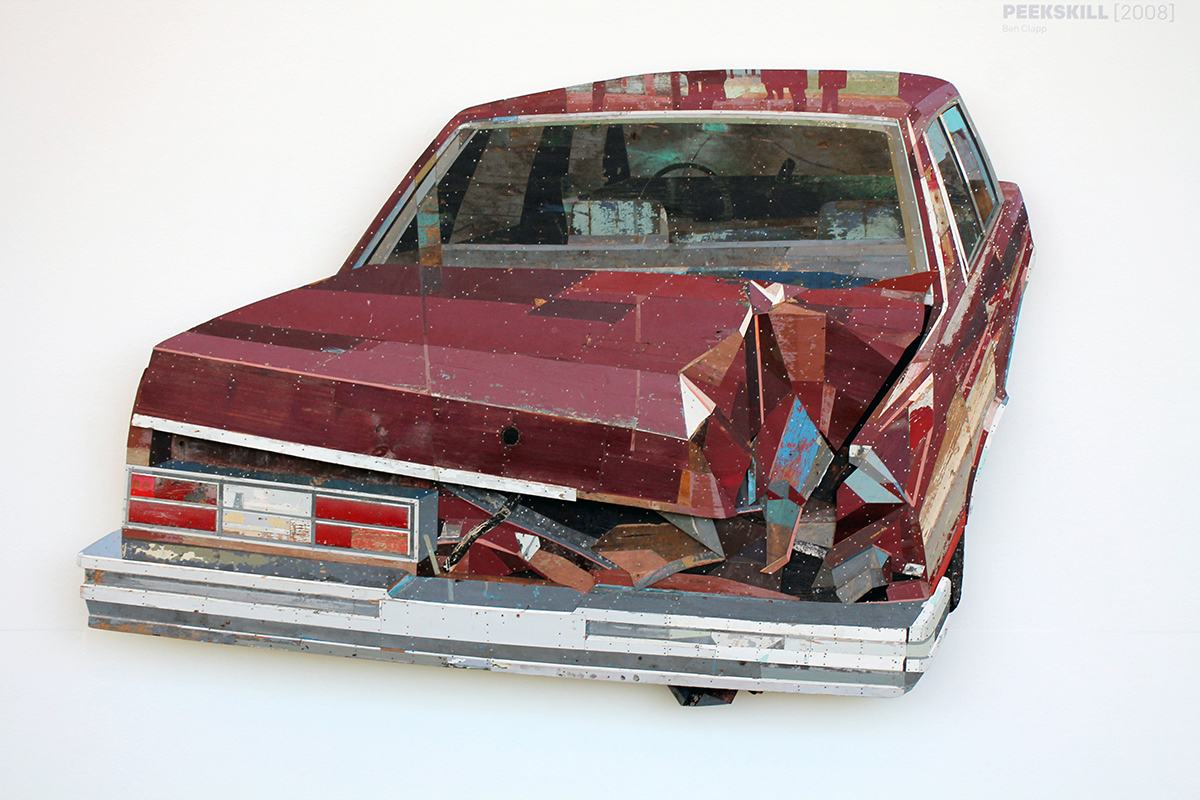
La voiture de Michelle Knapp est devenue un objet d'exposition et fait l'objet de reproductions artistiques (ici une collection privée à Londres).

La boule de feu qui a procédé à la chute de la météorite est photographiée (montrant que l'objet se fragmente en plus de 70 morceaux) et filmée par au moins 16 vidéastes indépendants (principalement des supporters de football munis de caméras pour filmer les matchs), ce qui permet aux scientifiques de reconstruire la trajectoire du bolide : il apparaît en Virginie occidentale à 23 h 48 UT, voyage dans une direction approximativement nord-est, traversant la Pennsylvanie et l'État de New York avant de chuter dans la banlieue de Peekskill. La traînée a une coloration verdâtre prononcée due à l'ionisation de l'air, et brille à son maximum à la magnitude -13, soit presque aussi fort que la pleine Lune. Pendant ce vol qui dure près de 40 s, le bolide associé à la météorite de Peekskill, parcourt une distance de 700 à 800 km. Les observateurs entendent pendant 10 secondes un bruit décrit comme un « crépitement comme des étincelles » et dû à la fragmentation de la météorite à 41,5 km d'altitude.
La propriétaire de la voiture, Michelle Knapp, tire profit de cet événement. Bien que sa compagnie d'assurance ait refusé de la dédommager (considérant qu'il s'agit d'un cas de force majeure), elle parvient à revendre sa Chevrolet d'occasion à un consortium de collectionneurs de météorites, pour une somme de 69 000 dollars alors qu'elle l'avait achetée 400 dollars quelques jours plus tôt à sa grand-mère. Quelques années plus tard, des spécimens de la météorite sont vendus 150 dollars par gramme, la voiture et la partie la plus importante de la météorite étant acquises par la Macovich Collection of Meteorites à New York. La Chevrolet Malibu endommagée est présentée au public en de nombreux endroits dans le monde, dont le Musée national d'histoire naturelle des États-Unis et le Muséum national d'histoire naturelle à l'occasion de l'exposition « Météorites ! » en 1996.

## Caractéristiques
Le météoroïde a une vitesse, avant sa rencontre avec la Terre, de près de 40 km/s.  Notre planète tournant elle-même à une vitesse de près de 30 km/s, sa vitesse relative n'est que de 10 km/s avant son entrée dans l'atmosphère. L'accélération communiquée par l'attraction terrestre fait porter cette vitesse à 15 km/s (soit 54 000 km/h) avant que le freinage par une atmosphère de plus en plus dense la fasse tomber à 73 m/s, soit 254 km/h au moment de son impact qui, après avoir traversé le coffre de la voiture, est à l'origine d'un cratère d'impact de 15 cm de diamètre dans le bitume, s'enfonçant de quelques centimètres.
L'ablation dans la troposphère et la fragmentation du bolide en plus de 70 morceaux font perdre au météoroïde une grande partie de sa masse pré-atmosphérique, les astronomes estimant que ce météoroïde mesurait 1,7 mètre de diamètre et pesait 10 tonnes.
Le champ de dispersion au sol des quelque 70 fragments de la météorite s'est étendu sur une large zone elliptique dans une région accidentée, ce qui suggère qu'il est fort peu probable d'en retrouver un autre que celui de 12,4 kg qui a percuté la voiture.
La météorite de Peeksill possède une pellicule noire exceptionnellement épaisse de 1 mm alors que la croûte de fusion des météorites ne dépasse généralement pas le dixième de millimètre. Cette épaisseur s'explique par la trajectoire horizontale du bolide (faible incidence de 3,4° lors de son entrée dans l'atmosphère) qui favorise l'action de la chaleur due aux frottements dans l'air, cette friction faisant porter la surface de la météorite à une température d'environ 2 000 °C et ayant un temps plus important pour faire pénétrer le front de fusion.